# Наварђени (Олт)
Наварђени (рум. Năvârgeni) насеље је у Румунији у округу Олт у општини Колонешти. Oпштина се налази на надморској висини од 212 m.

## Становништво
Према подацима из 2002. године у насељу је живело 99 становника, од којих су сви румунске националности.